# Felberbach (Mur)
Der Felberbach ist ein gut 4,5 Kilometer langer Bach im Gebiet der Marktgemeinde Gratkorn im Bezirk Graz-Umgebung in der Steiermark. Er entspringt in einem südöstlichen Ausläufer des östlichen Grazer Berglandes, durchfließt den östlichen Teil des Gratkorner Becken sowie das Ortsgebiet von Gratkorn und mündet dann von links kommend in die Mur.

## Verlauf
Der Felberbach entsteht in einem Waldgebiet am südöstlichen Hang der Ferstlhöhe auf etwa 473 m ü. A. südwestlich der Rotte Jasen, etwa 190 Meter östlich des Hofes Forstbauer und rund 330 Meter nordwestlich des Hofes Felberbauer.
Der Bach fließt anfangs durch ein Waldgebiet für etwa 600 Meter ziemlich gerade nach Süden, wobei er nach rund 240 Metern die Felberstraße quert und nach 400 Metern den von rechts kommenden Oberen Felbergrabenbach aufnimmt. Etwa 600 Meter nach seiner Quelle verlässt der Bach den Wald und biegt auf einen Südwestkurs ab. Dabei folgt er grob dem Verlauf der Felberstraße. Auf dem Verlauf nach Südwesten bleibt der Felberbach für gut 1,4 Kilometer und fließt dabei in wenig ausgeprägten Talschlingen. Kurz nach der Dr.-Heinz-Weiß-Siedlung bei Gratkorn biegt der Felberbach für rund 160 Meter nach Südosten ab. Nach diesem Abschnitt fließt er erneut für etwa 830 Meter nach Südosten und nimmt dabei den von links kommenden Höllbach auf und unterquert beim Talübergang St. Stefan die Pyhrn Autobahn (A 9). Dabei erreicht er schließlich auch das Ortsgebiet von Gratkorn. Im Südwesten des Dorfes Sankt Stefan bildet der Bach einen rund 750 Meter langen flachen Rechtsbogen, fließt dabei insgesamt nach Süden und am Ort Brunn vorbei. Nach dem Rechtsbogen bleibt der Bach bis zu seiner Mündung auf einem Südsüdostkurs. Der Felberbach mündet nach gut 4,5 Kilometer langem Lauf mit einem mittleren Sohlgefälle von rund 23 ‰ etwa 104 Höhenmeter unterhalb seines Ursprungs direkt westlich des Geländes der Hackher-Kaserne in die Mur.
Auf seinem Lauf nimmt der Felberbach mit dem Oberer Felbergrabenbach und dem Höllbach insgesamt zwei Wasserläufe auf.
Der Felberbach bildet teilweise die Grenze zwischen den beiden Katastralgemeinden Forstviertel und Freßnitz.

## Hochwasser und Hochwasserschutz
Da der Felberbach bei starken Regenereignissen immer wieder über die Ufer trat, wurde beim Talübergang St. Stefan der Pyhrn Autobahn (A 9), südlich der Dr.-Hein-Weiß-Siedlung ein Rückhaltebecken errichtet um die Retentionswirkung zu erhöhen. Diese Retentionswirkung beträgt für ein jährliches Hochwasser (HQ1) 2,9 Kubikmeter pro Sekunde und für ein Jahrhunderthochwasser (HQ100) 8,4 Kubikmeter pro Sekunde.
In der Mur, etwas flussabwärts vor der Mündung des Felberbaches, wird seit 2021 das Wasserkraftwerk Gratkorn errichtet. Im Rahmen der Bauarbeiten soll am Felberbach durch eine Vertiefung des Gewässerbettes sowie durch eine Aufweitung des Gerinne die Förderleistung des Baches erhöht werden.